# Gotha G.V

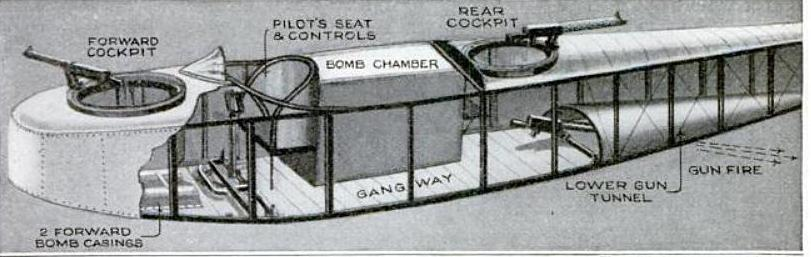
La struttura interna del Gotha G.V.

Il Gotha G.V era un bombardiere pesante biplano progettato dall'azienda tedesco imperiale Gothaer Waggonfabrik e prodotto negli anni dieci del XX secolo.
Utilizzato principalmente dalla Luftstreitkräfte, la forza aerea tedesco imperiale, venne impiegato nelle azioni di bombardamento durante la prima guerra mondiale.

## Storia del progetto
Lo sviluppo del bombardiere G.V si deve alla necessità di ovviare ad un problema progettuale relativo al precedente modello dal quale derivava direttamente, il G.IV. Nel G.IV i serbatoi di combustibile erano incorporati nelle due gondole motore alari, una soluzione che si rivelò pericolosa in quanto, in fase di atterraggio, gli stessi avrebbero potuto fessurarsi per le sollecitazioni dovute all'impatto dei carrelli d'atterraggio con il suolo che, posti sotto l'ala inferiore, trasmettevano lo sforzo a tutta la struttura. La possibile fuoriuscita di benzina a contatto con la temperatura del motore avrebbe infatti potuto causare incendi con perdita del velivolo e possibili conseguenze anche per l'equipaggio. Inoltre i dati in possesso Luftstreitkräfte attestavano che il 75% degli incidenti si verificavano nel contatto al suolo al rientro delle missioni per cui la soluzione al problema constò nella ricollocazione dei serbatoi all'interno della fusoliera.
Le gondole motore nel G.V risultavano così di dimensioni più piccole del precedente modello e vennero collocate sui montanti più interni ed in prossimità dell'ala inferiore.
Il posto di pilotaggio venne quindi spostato verso la parte anteriore con lo scompartimento delle bombe collocato immediatamente dopo. Questo permise di ricavare un passaggio che permetteva ai membri dell'equipaggio di poter spostarsi tra le tre postazioni di difesa dotate di mitragliatrici. La fusoliera inoltre ha introdotto una innovazione che sarebbe stata ripresa negli anni successivi, la realizzazione di un tunnel ventrale, aperto verso la parte posteriore e con la volta ad arco, in cui era collocata la posizione del mitragliere inferiore e che permetteva di difendersi dagli attacchi provenienti dal basso. Fino ad allora infatti i bombardieri erano vulnerabili ad attacchi di questo tipo e questa soluzione ovviò efficacemente alla presenza del punto cieco nell'apparato difensivo del velivolo.

## Impiego operativo
Il G.V venne introdotto nel servizio operativo nell'agosto 1917. Non presentava miglioramenti prestazionali rispetto al G.IV a causa dell'incremento di peso a vuoto di 450 kg dovuto all'equipaggiamento addizionale e all'utilizzo in fase di costruzione di legno non sufficientemente stagionato. Inoltre, a causa della scarsa qualità delle benzine impiegate nelle fasi finali della guerra, la motorizzazione adottata, i Mercedes D.IVa, non riuscivano ad erogare una potenza superiore ai 260 PS (191 kW). Per questi motivi i G.V operavano generalmente a quote molto inferiori rispetto ai G.IV.
Nel febbraio 1918, la Gothaer sperimentò un impennaggio dall'architettura composita caratterizzato dall'adozione di piani orizzontali in configurazione biplana e di doppia deriva. La nuova coda, a cui venne assegnata la denominazione Kastensteuerung, migliorava le caratteristiche di controllo direzionale nelle condizioni in cui funzionasse un solo motore. La risultante sottoversione G.Va adottò la nuova configurazione di coda unita ad una fusoliera di lunghezza inferiore dovuta ad nuovo muso più corto al di sotto del quale venne applicato un terzo carrello. Tutti i 25 esemplari di G.Va vennero assegnati al Bogohl 3, la nuova designazione del precedente Kagohl 3.
Successivamente il G.Va venne sostituito dalla versione G.Vb, caratterizzata da un aumento del carico utile e dal conseguente valore di peso massimo al decollo di 4 550 kg. Per ridurre il pericolo di flipping nella fase di atterraggio la Gothaer introdusse lo Stossfahrgestell, un carrello d'atterraggio binato. Lo Stossfahrgestell si dimostrò così efficace che si decise di installarlo in tutti i G.V che operavano nel Bogohl 3. In alcuni esemplari di G.Vb vennero introdotti aletta correttrice Flettner sugli alettoni per ridurre lo sforzo necessario per azionarli.
L'Idflieg emise un ordine per 80 esemplari di G.Vb, il primo dei quali venne consegnato al Bogohl 3 nel giugno 1918. All'11 novembre 1918, data dell'armistizio di Compiègne, tutti gli 80 esemplari erano stati completati ma l'ultima fornitura non riuscì ad essere consegnata ai reparti bensì alla commissione speciale delle forze alleate.

## Versioni
G.Va

G.Vb

## Utilizzatori
Germania
- Luftstreitkräfte